# Río Retín
El río Retín es un río del suroeste de la península ibérica perteneciente a la cuenca hidrográfica del Guadiana, que discurre por la provincia de Badajoz (España).

## Curso
La cabecera del Retín se encuentra en las inmediaciones de la localidad de Llerena. El río tiene un recorrido sinuoso. Grosso modo discurre en sentido sur-norte, a lo largo de unos 55 km que atraviesan los términos municipales de Higuera de Llerena, Valencia de las Torres, Usagre, Llera y Hornachos. Desemboca en el embalse de los Molinos de Matachel, donde confluye con el río Matachel. 